# Splijtzijde

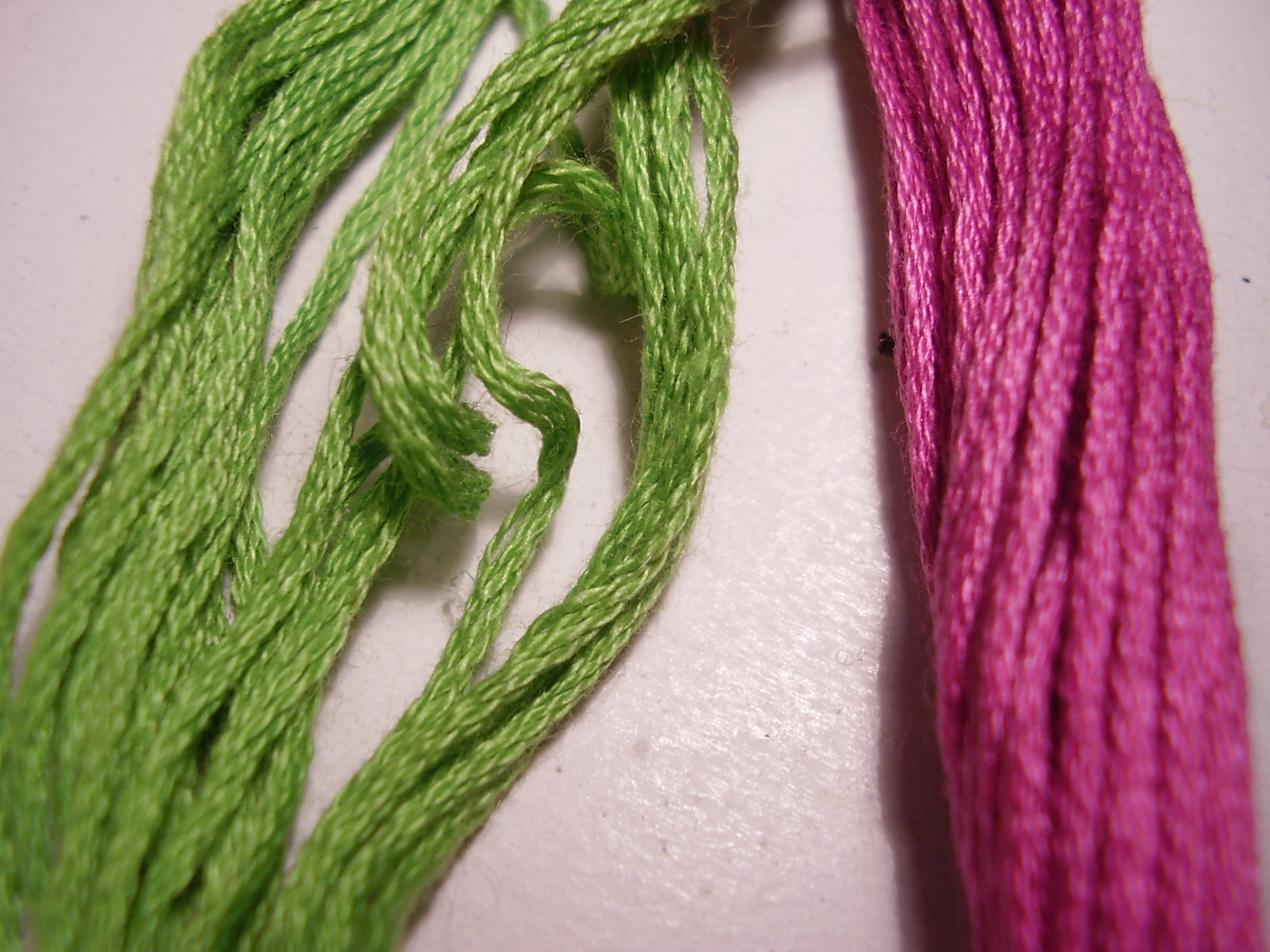
Splijtgaren detail

Splijtzijde, splitszijde, splijtgaren of mouliné is borduurgaren dat uit 6 los getwijnde draden bestaat en dat, na het doorknippen van een gedeelte draad, gemakkelijk in losse draden gesplitst kan worden. Het garen is glanzend en kan gemaakt zijn van katoen, zijde, linnen of kunstvezel. Een dof garen zoals katoen wordt glanzend gemaakt door het dubbel te merceriseren.
Een bekend merk splijtgaren is DMC, een Frans bedrijf, opgericht in 1746, dat feitelijk al heel lang de marktleider is, maar ook de merken Venus, Anhor en Valdani hebben splijtzijde in hun assortiment.
Het kleurengamma van splijtgaren bestaat uit meer dan 450 kleuren. Splijtgaren wordt meestal gebruikt met een dubbele draad. Om een dikkere borduursteek te verkrijgen worden ook wel 3 of 4 draden gebruikt.

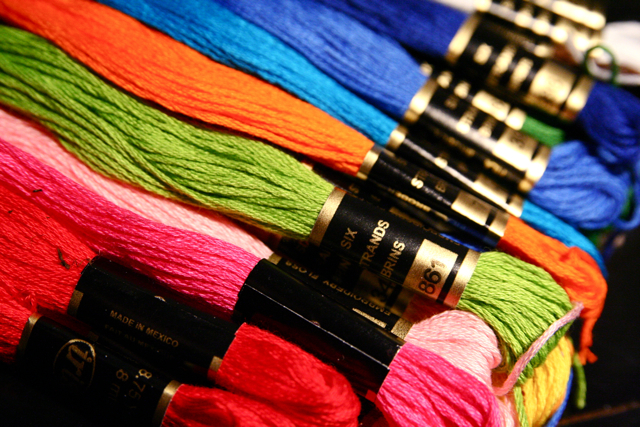
Verschillende kleuren splijtgaren

Het garen wordt veelal verkocht in los gewonden strengen, meestal 8 meter per streng.